# Marius Daniel Popescu

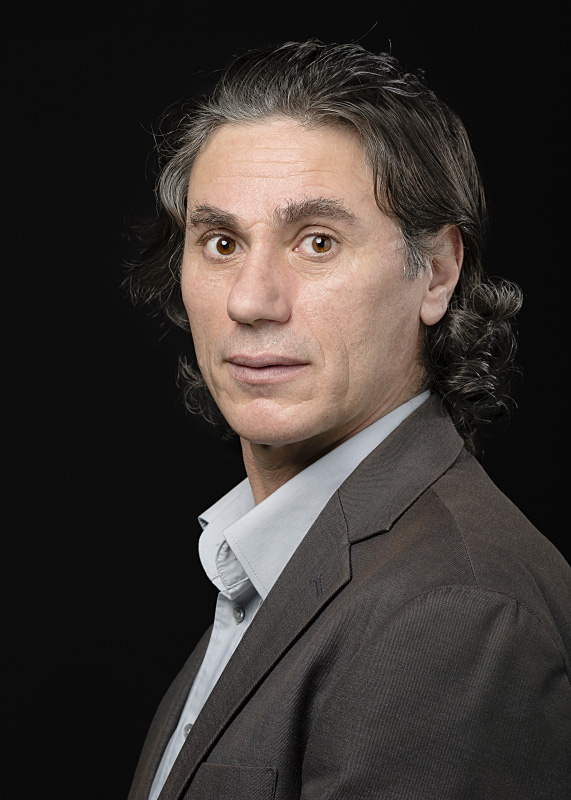
Marius Daniel Popescu

Marius Daniel Popescu (n. 1963, Craiova) este un scriitor român, stabilit în Elveția.

## Publicații
- Simfonia lupului - distins cu Premiul Robert Walser în 2008 [1]
- Culorile rîndunicii - Premiul Federal pentru Literatură, 2012; Prix de l’Inaperçu, 2012; premiul special al juriului în cadrul Grand Prix Littéraire du Web, 2012 [1]